# ترابردپذیری شماره تلفن همراه
ترابردپذیری شماره تلفن همراه فرایندی است که مشترک تلفن همراه می‌تواند با حفظ شماره تلفن همراه خود از یک خدمات دهنده تلفن همراه به خدمات دهنده دیگر تلفن همراه کوچ کند. این تکنولوژی قدمتی بیش از ۱۵ سال دارد و هم‌اکنون در بیش از ۷۰ کشور در دنیا انجام می‌شود.

## در ایران
سازمان تنظیم مقررات و ارتباطات رادیویی وابسته به وزارت ارتباطات و فناوری اطلاعات ایران در مصوبه ۱۸۹ در تاریخ ۱۳۹۳/۳/۱۸ با تعیین مهلت ۱۸ ماهه برای اجرای این طرح اپراتورهای تلفن همراه حداکثر تا ۱۳۹۴/۹/۱۸ ملزم به ارائه این خدمت نمود. در غیر اینصورت خدمات نسل‌های سوم و بالاتر با توجه به الزامی که در پروانه اپراتورها دیده شده قطع خواهد شد.
یکشنبه ۰۱ شهریور ۹۴ و در همین راستا طی مراسمی تفاهم نامه ترابردپذیری شماره تلفن همراه منعقد شده و مورد توافق قرار گرفت. مطابق این تفاهم نامه، راه‌اندازی آزمایشی این سرویس در دهه فجر سال ۱۳۹۴ و راه‌اندازی تجاری این سرویس در روز ۲۷ اردیبهشت ۱۳۹۵ (روز جهانی مخابرات) انجام خواهد شد.
در ایران برای ایجاد این سرویس از روش ACQ/CDB استفاده شده‌است.

## مزایای ترابردپذیری شماره تلفن همراه

### تغییر اپراتور دو بار در هر سال
با اجرای این طرح هر مشترک می‌تواند اپراتورش را تغییر دهد. این مزیت برای افرادی که از هزینه، کیفیت و تنوع خدمات یک اپراتور خسته شده‌اند، بسیار مناسب است. زیرا می‌توانند بدون تغییر شماره خود این کار را انجام دهند. تنها محدودیت در این طرح دو بار تغییر اپراتور در سال بوده و محدودیت دیگری برای تغییر اپراتورها ندارد.

### ارائهٔ سرویس‌های جذاب‌تر
با اجرای ترابردپذیری، اپراتورهای تلفن همراه ایران به خاطر اینکه مشترکان خود را از دست ندهند، به سمت ارائهٔ خدمات متنوع و سرویس‌های جذاب خواهند رفت. این طرح‌های می‌تواند مانند دیگر کشورهای دنیا به صورت قراردادهای چند ساله به همراه باندلینگ باشد. البته این رقابت می‌تواند در زمینه کاهش تعرفهٔ برخی سرویس‌ها یا ارائهٔ بسته‌ها و خدمات نوین به مشترکان ارائه شود. این بازار رقابتی می‌تواند پیشترفت فنی و مالی اپراتورها را در برداشته باشد.

### کاهش قیمت سیم‌کارت‌های عادی در بازار سیاه
با اجرای طرح ترابردپذیری از ارزش شماره‌های تلفن همراه در بازار کاسته می‌شود و تفاوت شماره تلفن همراه میان همراه اول، ایرانسل و رایتل از بین می‌رود. با توجه به این موضوع شماره‌های عادی کدهای مختلف سه اپراتور موبایل ارزش یکسانی پیدا می‌کنند؛ چون دیگر مشخص نمی‌شود که کدام شماره در کدام شبکه فعال است. به همین دلیل قیمت شماره‌های عادی در بازار سیاه کاهش می‌یابد.

### مهاجرت راحت کاربران بدون دغدغه شماره
بسیاری از کاربران به خصوص مدیران و مسئولان شرکت‌های خصوصی و دولتی و صاحبان کسب‌وکار نمی‌توانند راحت اپراتورهای خود را تغییر بدهند؛ زیرا شمارهٔ آن‌ها در اختیار سازمان‌ها و افراد بسیاری است و باید با تغییر اپراتور شماره‌شان را تغییر داده و آن را به سازمان‌ها و افراد زیادی اطلاع دهند تا به کسب‌وکار و اعتبار آن‌ها ضربه نخورد. اما با اجرای طرح ترابردپذیری دیگر مشترکان هیچ نگرانی بابت تغییر شماره در هنگام مهاجرت از اپراتور مبدأ به اپراتور موردنظرشان نخواهند داشت.

### کاهش مشکلات ارتباطی اجاره‌نشین‌ها
آنتن‌دهی نامناسب شبکهٔ تلفن همراه در منزل جدید از دغدغه‌های اجاره‌نشین‌ها است. برخی از مستأجرها سالانه مجبور به تغییر منزلشان هستند. مشکل آنتن‌دهی موبایل در خانهٔ جدید در بیشتر مواقع مستأجران را کلافه می‌کند. اما با اجرای ترابردپذیری شماره تلفن همراه، اجاره‌نشین‌ها می‌توانند با اطلاع از آنتن‌دهی اپراتورها در محلهٔ جدیدشان، به راحتی اپراتور مورد نظر را انتخاب کرده و به شبکهٔ مورد نظر کوچ کنند.

## معایب ترابردپذیری شماره تلفن همراه

### گران شدن شماره رند همه اپراتورها
پیش از این شماره‌های رند همراه اول گران‌تر از دیگر اپراتورها بود و قیمت شماره‌های رند ایرانسل و رایتل ارزان‌تر بود. پس از ترابردپذیری شماره‌ها، تفاوت میان شماره‌های اپراتورها از بین می‌رود و در این میان با حذف بازار سیاه کدهای مختلف، ارزش شماره‌های رند افزایش می‌یابد. این افزایش قیمت شامل هر سه اپراتور می‌شود؛ اما شماره‌های رند ایرانسل و رایتل افزایش بیشتری پیدا می‌کنند و ارزش شماره‌هایشان به نزدیکی شماره‌های رند همراه اول می‌رسد.

### مشکل تشخیص تماس‌های درون و برون شبکه
اجرای ترابردپذیری باعث می‌شود، اپراتور انتخابی کاربران از شماره‌شان قابل تشخیص نباشد. به همین دلیل تشخیص تماس‌های درون و برون شبکه قبل از برقراری تماس با مخاطبان سخت می‌شود. یعنی شما اگر شماره شما کد ۰۹۱۲ باشد و با شماره‌ای دارای همین کد تماس بگیرید شاید تماس برون شبکه حساب شود. بنا بر اطلاعیه سازمان تنظیم مقررات و ارتباطات رادیویی، در هنگام برقراری تماس با مشترکان ترابرد شده بوق (هشدار) ترابرد برای مخاطب پخش می گردد تا کاربر تماس گیرنده متوجه محاسبه هزینه تماس برون شبکه گردد. 

### ناآشنایی با شماره‌ها و کدهای کاربردی اپراتور جدید
هر اپراتور تلفن همراه کدها و شماره‌های کاربردی دارد که کاربران در صورت تماس یا ارسال پیام می‌توانند عملیات خاصی انجام دهند. این شماره‌ها و کدها در اپراتورها متفاوت است. در صورت جابه‌جایی شماره در اپراتورها، کاربران با این شماره‌ها و کدها ناآشنا هستند و مدتی طول می‌کشد که آن‌ها را به ذهن بسپارند.

### عدم انتقال ودیعه
در صورت ترابرد به اپراتور دیگر ودیعه تلفن همراه (برای سیم‌کارتهایی که ودیعه دارند) منتقل نخواهد شد. این یعنی سقف مکالمه به اندازه ودیعه نخواهد بود و احتمالاً خود اپراتور (جدید) تصمیم خواهد گرفت که مشترک تا چه سقفی حق مکالمه دارد.